# Polígono regular

Un polígono regular de siete lados.

En geometría plana, se denomina polígono regular a un polígono cuyos lados y ángulos interiores son iguales entre sí. Los polígonos regulares de tres y cuatro lados se denominan triángulo equilátero y cuadrado, respectivamente. Para polígonos de más lados, se añade el adjetivo regular (pentágono regular, hexágono regular, octágono regular, etc). Solo algunos polígonos regulares pueden ser construidos con regla y compás.Más aún, un polígono regular es convexo si  resulta de unir de forma consecutiva los puntos que dividen una circunferencia en un número n entero de partes iguales. 

## Elementos de un polígono regular
- Lado, L: es cada uno de los segmentos que forman el polígono.
- Vértice, V: punto común de cualquiera de los dos lados consecutivos.
- Centro, C: el punto interior equidistante de todos los vértices y de los lados.
- Radio, r: el segmento que une el centro del polígono con uno de sus vértices.
- Apotema, a: segmento perpendicular a un lado, desde el centro del polígono.
- Diagonal, d: segmento que une dos vértices no continuos.
- Perímetro, P: es la suma de la longitud de todos sus lados .
- Semiperímetro, p: es la mitad del perímetro.
- Sagita, S': parte del radio comprendida entre el punto medio del lado y el arco de circunferencia. La suma de la apotema: a más la sagita: S, es igual al radio: r.

## Propiedades de un polígono regular
- Los polígonos regulares son polígonos equiláteros, puesto que todos sus lados son de la misma longitud.

## Ángulos de un polígono regular

### Central
- Todos los ángulos centrales de un polígono regular son congruentes y su medida α puede obtenerse a partir del número de lados n del polígono como sigue:

{\displaystyle \alpha ={\frac {360^{\circ }}{n}}\;} en grados sexagesimales
{\displaystyle \alpha ={\frac {2\pi }{n}}\;} en radianes

### Interior
- El ángulo interior, {\displaystyle \beta \,}, de un polígono regular mide:

{\displaystyle \beta =180^{\circ }\cdot {\frac {(n-2)}{n}}\;} en grados sexagesimales
{\displaystyle \beta =\pi \cdot {\frac {(n-2)}{n}}\;}  en radianes
- La suma de los ángulos interiores, {\displaystyle \sum \beta \;}, de un polígono regular es de:

{\displaystyle \sum \beta =180^{\circ }\cdot {(n-2)}\;} en grados sexagesimales
{\displaystyle \sum \beta =\pi \cdot {(n-2)}\;}  en radianes

### Exterior
- El ángulo exterior, {\displaystyle \gamma \;}, de un polígono regular es de:

{\displaystyle \gamma =180^{\circ }-\beta ={\frac {360^{\circ }}{n}}\;} en grados sexagesimales
{\displaystyle \gamma =\pi -\beta ={\frac {2\pi }{n}}\;}  en radianes
- La suma de los ángulos exteriores, {\displaystyle \sum \gamma \,}, de un polígono regular es:

{\displaystyle \sum \gamma =360^{\circ }\;} en grados sexagesimales
{\displaystyle \sum \gamma =2\pi \;}  en radianes

## Galería de polígonos regulares
|                          |              |               |              |
| Triángulo equilátero (3) | Cuadrado (4) | Pentágono (5) | Hexágono (6) |
|               |              |              |               |
| Heptágono (7) | Octágono (8) | Eneágono (9) | Decágono (10) |
|                 |                 |                  |                    |
| Undecágono (11) | Dodecágono (12) | Tridecágono (13) | Tetradecágono (14) |
Observación: A medida que crece el número de lados de un polígono regular, se asemeja más a una circunferencia.

## Área de un polígono regular
Existen diversas fórmulas para calcular el área de un polígono regular, dependiendo de los elementos conocidos.

### En función del perímetro y la apotema
El área de   un polígono regular, conociendo el perímetro y la apotema es:
{\displaystyle A={\frac {P\cdot a}{2}}}
| Demostración |
| - Partiendo del triángulo que tiene por base un lado L, del polígono y altura su apotema a , el área de este triángulo, es: {\displaystyle A_{t}={\frac {L\cdot a}{2}}\;} - Un polígono de n lados, tiene n de estos triángulos, por lo tanto el área del polígono será: {\displaystyle A_{p}={\frac {L\cdot a}{2}}\cdot n\;} - Sabiendo que la longitud de un lado L, por el número n de lados, es el perímetro P, tenemos: {\displaystyle A_{p}={\frac {P\cdot a}{2}}\;} |

O de otro modo
{\displaystyle A=a\cdot p}
el área es igual al producto de apotema: a por semiperímetro: p.

### En función del número de lados y la apotema
Sabiendo que:
{\displaystyle A_{p}={\frac {L\cdot n\cdot a}{2}}}
Además {\displaystyle \delta ={\frac {\pi }{n}}\ }, ya que es la mitad de un ángulo central (esto en radianes).
Observando la imagen, es posible deducir que:
{\displaystyle L=2\cdot a\cdot \tan \left({\frac {\pi }{n}}\right)}
Sustituyendo el lado:
{\displaystyle A_{p}={\frac {\left(2\cdot a\cdot \tan \left({\frac {\pi }{n}}\right)\right)\cdot n\cdot a}{2}}}
Finalmente:
{\displaystyle A_{p}=a^{2}\cdot n\cdot \tan \left({\frac {\pi }{n}}\right)}
Con esta fórmula se puede averiguar el área con el número de lados y la apotema, sin necesidad de recurrir al perímetro.

### En función del número de lados y el radio
Un polígono queda perfectamente definido por su número de lados n, y el radio r, por tanto podemos determinar cual es su área, a la vista de la figura, tenemos que:
{\displaystyle L=2r\sin({\delta })\;}
{\displaystyle a=r\cos({\delta })\;}
donde el ángulo central es:
{\displaystyle \alpha =2\delta ={\frac {2\pi }{n}}\;}
sabiendo que el área de un polígono es:
{\displaystyle A_{p}={\frac {L\cdot n\cdot a}{2}}\;}
y sustituyendo el valor del lado y la apotema calculados antes, tenemos:
{\displaystyle A_{p}={\frac {2r\sin({\delta })\cdot n\cdot r\cos({\delta })}{2}}\;}
ordenando tenemos:
{\displaystyle A_{p}={\frac {nr^{2}\cdot 2\sin({\delta })\cos({\delta })}{2}}\;}
sabiendo que:
{\displaystyle 2\sin({\delta })\cos({\delta })=\sin({2\delta })\;}
resulta:
{\displaystyle A_{p}={\frac {nr^{2}\sin({\alpha })}{2}}\;}
o lo que es lo mismo:
{\displaystyle A_{p}={\frac {nr^{2}\sin({\frac {2\pi }{n}})}{2}}\;}
Con esta expresión podemos calcular el área del polígono, conociendo solamente el número de lados y su radio, lo que resulta útil en muchos casos.

### En función de la longitud y el número de lados
si queremos expresar el área en función del lado, podemos calcularlo de la siguiente manera:
{\displaystyle A_{p}=n\cdot {\frac {L\cdot a}{2}}}
Sea {\displaystyle \varphi } el ángulo formado por el Lado "L" y el radio "r":
{\displaystyle \varphi ={\frac {\pi -\alpha }{2}}\ ={\frac {\pi -{\frac {2\pi }{n}}}{2}}\ ={\frac {\pi }{2}}\;{\frac {(n-2)}{n}}}
El valor de la apotema en función del lado será, por la definición de la tangente:
{\displaystyle \tan \varphi ={\frac {a}{\frac {L}{2}}}={\frac {2a}{L}}}
Despejando la apotema tenemos:
{\displaystyle a={\frac {L\cdot \tan \varphi }{2}}}
Sustituimos la apotema por su valor:
{\displaystyle \left.{\begin{array}{l}A_{p}=n\cdot {\cfrac {L\cdot a}{2}}\\\\a={\cfrac {L\cdot \tan \varphi }{2}}\\\\\varphi ={\cfrac {\pi }{2}}\;{\cfrac {(n-2)}{n}}\end{array}}\right\}\quad \longrightarrow \quad A_{p}=n\cdot {\cfrac {L^{2}}{4}}\cdot \tan \left({\cfrac {\pi }{2}}\;{\cfrac {(n-2)}{n}}\right)}
Se puede ver en el dibujo que {\displaystyle \tan(\delta )={\frac {1}{\tan(\varphi )}}} y la fórmula puede escribirse también como
{\displaystyle A_{p}={\frac {n\cdot L^{2}}{4\cdot \tan \left({\frac {180^{o}}{n}}\right)}}}.
Con lo que conociendo el número de lados del polígono regular y la longitud del lado podemos calcular su superficie.

## Apotema y sagita
La apotema, {\displaystyle a}, de un polígono regular de {\displaystyle n} lados de longitud {\displaystyle L} viene dada por
{\displaystyle a={\frac {L}{2\cdot \tan \left({\frac {\pi }{n}}\right)}}}
O bien, en función del circunradio, {\displaystyle R},
{\displaystyle a=R\cdot \cos \left({\frac {\pi }{n}}\right)}
La sagita, {\displaystyle s}, de un polígono regular de {\displaystyle n} lados de longitud {\displaystyle L} viene dada por
{\displaystyle s={\frac {L}{\sin \left({\frac {\pi }{n}}\right)}}\cdot \sin ^{2}\left({\frac {\pi }{2n}}\right)}
O bien, en función del circunradio, 
{\displaystyle s=2\cdot R\cdot \sin ^{2}\left({\frac {\pi }{2n}}\right)}

## Diagonales

### Número de diagonales
Para determinar el número de diagonales Nd, de un polígono de n vértices realizaremos el siguiente razonamiento:
- De un vértice cualquiera partirán (n – 3) diagonales, donde n es el número de vértices, dado que no hay ningún diagonal que le una consigo mismo ni con ninguno de los dos vértices contiguos.
- Esto es válido para los n vértices del polígono.
- Una diagonal une dos vértices, por lo que aplicando el razonamiento anterior tendríamos el doble de diagonales de las existentes.

Según el razonamiento tendremos que:
{\displaystyle N_{d}={\frac {n(n-3)}{2}}}

### Longitud de la diagonal más pequeña
La diagonal más pequeña de un polígono regular es la que une dos vértices alternos, para determinar su longitud, partimos del ángulos central y del radio, el radio que pasa por el vértice intermedio, corta a la diagonal en el punto A, este radio y la diagonal son perpendiculares en A.
Esto es el triángulo VAC es rectángulo en A, por tanto:
{\displaystyle \sin({\alpha })={\frac {\frac {d}{2}}{r}}}
que resulta:
{\displaystyle \sin({\alpha })={\frac {d}{2r}}}
de donde deducimos que:
{\displaystyle d=2r\sin({\alpha })\,}
Sabiendo el valor del ángulo central:
{\displaystyle d=2r\sin \left({\frac {2\pi }{n}}\right)}
La diagonal más pequeña de un polígono regular, solo depende del radio y del número de lados, siendo tanto mayor cuanto mayor sea el radio y disminuyendo de longitud cuando aumenta el número de lados del polígono.

### Longitud de las diagonales
En general la longitud de las diagonales de un polígono regular viene dada por la relación de recurrencia
{\displaystyle d_{k}^{2}=L^{2}+d_{k-1}^{2}+2\cdot L\cdot d_{k-1}\cdot \cos {\left({\frac {k+1}{n}}\pi \right)}}
{\displaystyle L=2\cdot r\cdot \sin \left({\frac {\pi }{n}}\right)}
{\displaystyle d_{1}=4\cdot r\cdot \sin \left({\frac {\pi }{n}}\right)\cdot \cos \left({\frac {\pi }{n}}\right)=2\cdot r\cdot \sin \left({\frac {2\cdot \pi }{n}}\right)}
{\displaystyle d_{2}=2\cdot r\cdot \sin \left({\frac {\pi }{n}}\right){\sqrt {1+4\cos ^{2}\left({\frac {\pi }{n}}\right)+4\cos \left({\frac {\pi }{n}}\right)\cos \left({\frac {3\cdot \pi }{n}}\right)}}}
{\displaystyle d_{3}^{2}=4\cdot r^{2}\cdot \sin ^{2}\left({\frac {\pi }{n}}\right)\left(2+4\cos ^{2}\left({\frac {\pi }{n}}\right)+4\cos \left({\frac {\pi }{n}}\right)\cos \left({\frac {3\cdot \pi }{n}}\right)+2{\sqrt {1+4\cos ^{2}\left({\frac {\pi }{n}}\right)+4\cos \left({\frac {\pi }{n}}\right)\cos \left({\frac {3\cdot \pi }{n}}\right)}}\cos \left({\frac {4\cdot \pi }{n}}\right)\right)}
{\displaystyle ...}
{\displaystyle d_{k}=r\cdot {\sqrt {2\left(1-\cos \left({\frac {2\left(k+1\right)\pi }{n}}\right)\right)}}}
{\displaystyle d_{k}=2\cdot r\cdot \sin \left({\frac {\left(k+1\right)\pi }{n}}\right)}

## Parametrización de un polígono regular con un triángulo rectángulo.
En una circunferencia de radio establecido, puede construirse un polígono regular inscrito y circunscrito con n lados a regla y compás en algunos casos de polígonos, y se utilizan softwares CAD para mayor precisión. Tomando como referencia el segundo teorema de Tales y el teorema de Pitágoras, es posible relacionar todos los parámetros de un polígono regular sea inscrito y circunscrito con un triángulo rectángulo. Esto se cumple cuando el ángulo theta opuesto al lado del polígono inscrito o circunscrito, cumple con el siguiente criterio: θ = 180°/n , siendo n el número de lados del polígono y debe ser un número entero mayor que 2.

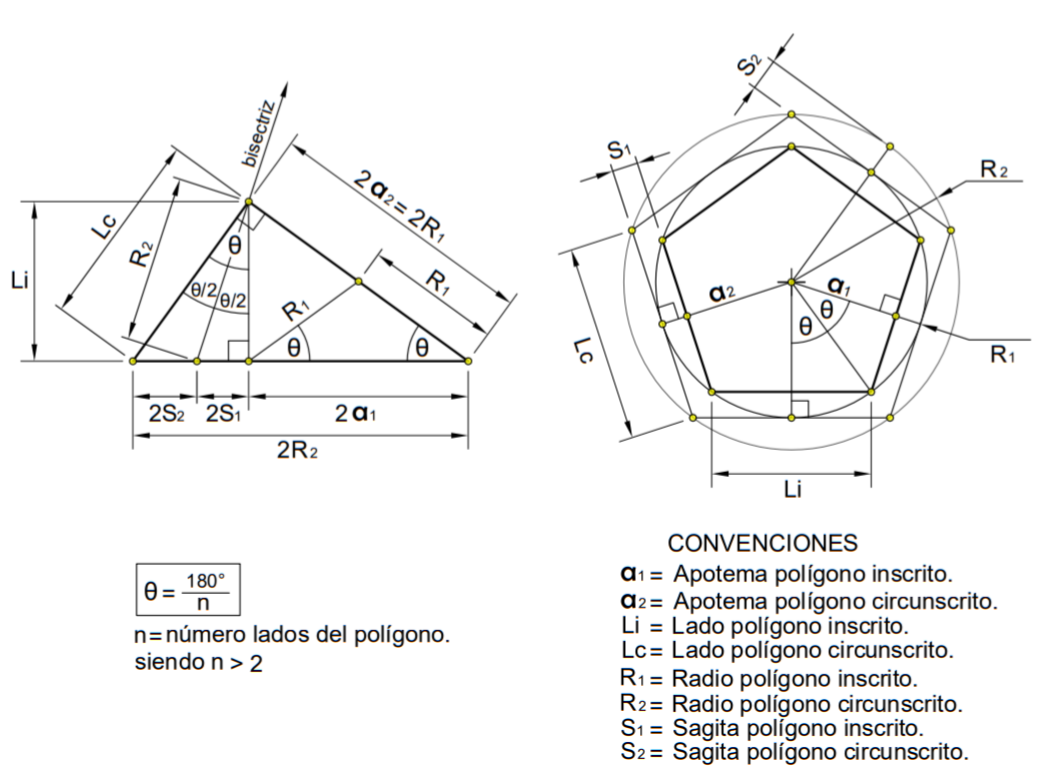